# Melaspilea leciographoides
Melaspilea leciographoides är en lavart som beskrevs av Vouaux. Melaspilea leciographoides ingår i släktet Melaspilea och familjen Melaspileaceae.   Inga underarter finns listade i Catalogue of Life.